# 구루마사토촌
구루마사토촌(일본어: 車郷村)은 일본 군마현 군마군에 설치되었던 촌이다. 현재의 다카사키시에 해당한다.

## 역사
- 1889년 4월 1일 - 정촌제 시행에 의해 니시군마군 구루마사토촌이 성립하였다.
- 1896년 4월 1일 - 군 통합에 의해 군마군이 성립하여, 소속이 변경되었다.
- 1955년 4월 1일 - 미노와정과 합병해 미사토정이 성립하였다,

## 참고 문헌
- 角川日本地名大辞典編纂委員会, 『角川日本地名大辞典 10 群馬県』1988, 角川書店